# Heinrich Brandt (Regisseur)
Hermann Heinrich Brandt (* 19. August 1891 in Düsseldorf; † 4. Dezember 1945 im Speziallager Sachsenhausen) war ein deutscher Regisseur, Drehbuchautor und Filmproduktionsleiter.

## Leben und Wirken
Der Sohn des Kanzleiinspektors Heinrich Brandt und seiner Frau Ella, geb. Schulz, studierte in Bonn und Kiel Philosophie, Kunst und Literatur und schloss mit der Promotion über Die Uraufführungen des Faust I. und II. Teil ab. Zu dieser Zeit diente er als Assistent des literarischen Instituts der Universität Kiel. Anschließend arbeitete Brandt im journalistischen Bereich (als Theater- und Kunstkritiker). Nach eigener Auskunft will er außerdem als Bühnenregisseur im heimatlichen Düsseldorf und in Dresden tätig gewesen sein. 1917 gründete er in Bukarest ein deutsches Theater, dessen Leitung er bis Juli 1918 innehatte. Anschließend etablierte und leitete er eine ähnliche Einrichtung in Helsinki.
Bei Kriegsende 1918 stieß Heinrich Brandt zum Film und begann dort zunächst als Drehbuchautor zu arbeiten. Zur selben Zeit war er zwei Jahre lang Leiter der Spielfilmfabrikation der deutsch-nationalen Produktionsfirma Deutsche Lichtbild-Gesellschaft. Seit 1919 in Hamburg ansässig, gab Heinrich Brandt 1921 bei der dortigen Vera-Filmwerke GmbH sein Regiedebüt mit dem Film Die schwarze Rose von Cruska. Kurz darauf wechselte er nach Berlin, wohin er von der Deulig-Film-AG als Produktionsleiter verpflichtet worden war. In den folgenden Jahren inszenierte Brandt etwa ein Dutzend Filme. Zu Dreharbeiten zu dem Dramolett Der Rächer von Davos reiste er mit seiner Crew Anfang 1924 in die Schweiz; weitere berufsbedingte Reisen führten ihn nach Venedig, Rom und Paris. 21 Cecil-DeMille-Filme wurden von Brandt für den Verleih im Deutschen Reich bearbeitet. 1926 verließ er die praktische Filmarbeit wieder und wandte sich offensichtlich der Filmtheorie zu. Wie Hervé Dumont in seiner Geschichte des Schweizer Films berichtete, soll Brandt ab 1933 „einer der massgebendsten Nazi-Filmtheoretiker“ gewesen sein.
Am 15. August 1945 wurde Heinrich Brandt wegen seiner ehemaligen Tätigkeit in der NS-Pressepropaganda sowie angeblich illegalen Waffenbesitzes zur sowjetischen Berliner Kommandantur gebracht und nach seiner Inhaftierung zunächst ins Speziallager Hohenschönhausen eingeliefert. Ab September war er im Speziallager Sachsenhausen interniert, wo er nach wenigen Monaten verstarb. Als offizielle Todesursache wurde eine Enterokolitis angegeben. 1954 wurde er per Jahresende 1950 für tot erklärt. Erst nach der Öffnung der russischen Archive in den 1990er-Jahren konnte sein tatsächliches Schicksal ermittelt werden.
Heinrich Brandt war von 1919 bis zu ihrem Tod 1931 mit der Schauspielerin Gertrud Arnold verheiratet. 1934 ging er in Bonn seine zweite Ehe ein.

## Filmografie
- 1919: Miss Sarah Simpson (Drehbuch)
- 1921: Die schwarze Rose von Cruska (Co-Regie)
- 1921: Ehrenschuld (Produktionsleitung)
- 1921: Die Amazone (Produktionsleitung)
- 1921: Das goldene Netz (Produktionsleitung)
- 1921: Der Totenklaus (Produktionsleitung)
- 1922: Der brennende Acker (Produktionsleitung)
- 1922: Der Kampf ums Ich (Regie und Drehbuch)
- 1923: Der Geisterseher (Regie)
- 1924: Der Rächer von Davos (Regie, Co-Drehbuch)
- 1925: Die gefundene Braut (Drehbuch)
- 1926: In Treue stark (Regie)
- 1926: Kampf der Geschlechter (Regie)

## Werke
- Stirb und werde. Schauspiel. Drei Masken Verlag, Berlin 1919.
- Goethes Faust auf der Kgl. sächsischen Hofbühne zu Dresden. Ein Beitrag zur Theaterwissenschaft. Ebering, Berlin 1921.
- Trommelfeuer. Symphonie der Kriegs-Toten. Fackelreiter-Verlag, Berlin 1929.